# Enclosures
Con il termine enclosures ci si riferisce alla recinzione dei terreni comuni (terre demaniali) effettuata anche con l'inganno e l'uso della forza dai proprietari terrieri della piccola nobiltà (gentry) e della borghesia mercantile in Inghilterra a partire dal XVI secolo.
Gli enclosure acts danneggiarono principalmente i contadini, che non potevano più usufruire dei benefici ricavati da quei terreni, a favore dei grandi proprietari: per le recinzioni era necessario sostenere spese di tipo privato ma anche legali, che scoraggiavano i piccoli proprietari. Alla fine del XVIII secolo, tale sistema aveva portato alla concentrazione della proprietà terriera nelle mani dell'aristocrazia e della borghesia inglese e, inoltre, aveva creato una massa di lavoratori disoccupati, la manodopera a basso costo che sarà quindi impiegata nel nuovo ciclo produttivo industriale.
Tale sistema però fu spinto dal continuo aumento della domanda di beni agricoli – e di lana di pecora destinata all’industria tessile – alla quale il vecchio sistema agricolo non poteva far fronte in quanto i terreni erano coltivati da contadini che si occupavano della produzione di cibo. Con le enclosures i grandi latifondisti destinarono i terreni all'allevamento. In pratica sono delle recinzioni delle terre comuni (common lands, common wastes) e dei fondi indivisi (open fields).

## Leggi sulle recinzioni

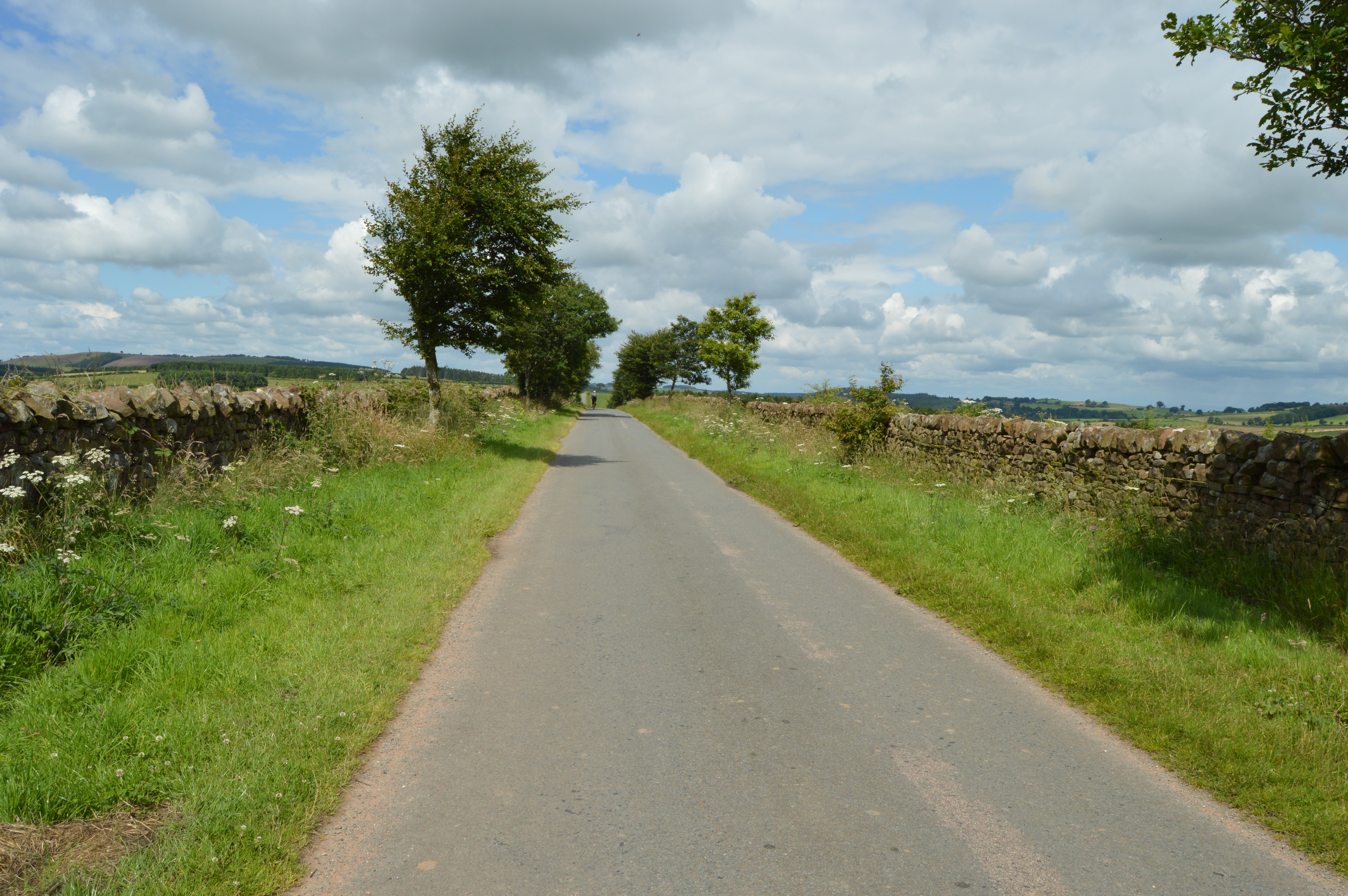
Una strada fra enclosures presso Lazonby in Cumbria. Le strade venivano realizzate le più diritte possibili e i confini più ampi di un carro per ridurre i danni al terreno provocati dalla conduzione di greggi di pecore e mandrie di bovini.

Fra il 1700 e il 1810, il Parlamento inglese emanò una serie di Enclosures Acts (leggi sulle recinzioni) che obbligavano a recintare i terreni, in particolare i campi aperti (open fields) e i campi comuni (common lands o common wastes).
In Inghilterra vi erano innumerevoli piccoli proprietari terrieri (yeomen) i cui possedimenti erano di superficie ridotta e sparsi per l'intera nazione. Questa condizione riduceva la possibilità d'introdurre innovazioni e di conseguenza di migliorare i rendimenti dei terreni. Le leggi sulle recinzioni hanno favorito la concentrazione e il raggruppamento delle terre ingrandendone la dimensione, tutto a vantaggio dei grandi proprietari che sponsorizzarono e sostennero queste leggi.
I piccoli proprietari terrieri furono le prime vittime della trasformazione economica inglese del XVIII secolo, in quanto furono spesso obbligati a vendere le loro terre non avendo risorse sufficienti per effettuare le recinzioni. Anche i cottagers, che non possedevano terre proprie ma beneficiavano dell'accesso alle terre comuni destinate a scomparire, persero una fonte importante di sussistenza e furono spinti o a lavorare per i grandi proprietari o a cercare fortuna nelle città. Gli yeomen e i cottagers contribuirono così ad alimentare la forza lavoro della quale l'industria nascente necessitava.

### High-farming
L'aumento della dimensione del singolo appezzamento di terra e la loro recinzione permisero un incremento della produttività agricola attraverso l'introduzione di nuove tecniche, generalmente definite con il termine Sistema di Norfolk, dal nome della contea inglese dove, verso la metà del XVIII e sotto la spinta del pioniere Lord Townshend, vennero sperimentate e successivamente pubblicizzate importanti innovazioni. In particolare si ritengono:
- l'abbandono progressivo del maggese e l'introduzione di una rotazione continua delle terre;
- l'introduzione e l'estensione di nuove colture;
- il miglioramento degli utensili tradizionali e l'introduzione di nuovi;
- la selezione delle sementi e dei riproduttori animali;
- l'estensione e il miglioramento delle terre arabili;
- l'estensione dell'uso dei cavalli nei lavori agricoli.

Più tardi, anche Arthur Young contribuì alla conoscenza e alla diffusione delle nuove tecniche agricole.
La produttività del lavoro agricolo aumentò del 90% fra il 1700 e il 1800, mentre la popolazione attiva nell'agricoltura passò dal 70% al 37%.